# Saint-Désir
Saint-Désir é uma comuna francesa na região administrativa da Normandia, no departamento Calvados. Estende-se por uma área de 19,25 km². Em 2010 a comuna tinha 1 823 habitantes (densidade: 94,7 hab./km²).